# Tricholoma terreum
Tricholoma terreum, comúnmente conocida como negrilla, es un hongo comestible con sombrero grisáceo. Pertenece al género Tricholoma y se encuentra en bosques de coníferas de Europa así como de Australia (donde se introdujo). Tricholoma myomyces es un sinónimo de la especie.
Originalmente, se describió como Agaricus terreus en 1762 por parte de Jacob Christian Schäffer y, dos años después, como Agaricus myomyces por Christian Hendrik Persoon. Su nombre actual se debe a Paul Kummer, que lo circunscribió al género en 1871.
Se trata de un hongo con un cuerpo de fructificación en forma de seta de color grisáceo, con escamas grises también. El estipe carece de anillo o volva. El himenio es laminado y de color claro, que se disponen de forma libre. Las esporas son ovales, de 6–7 μm de longitud y 3,5-4,4 μm de anchura.
Se considera un buen comestible, si bien su parecido con especies tóxicas recomiendan mucha precaución en su recolección e identificación. Es muy apreciada en Cataluña, donde se conoce como fredolic. 

## Galería de imágenes

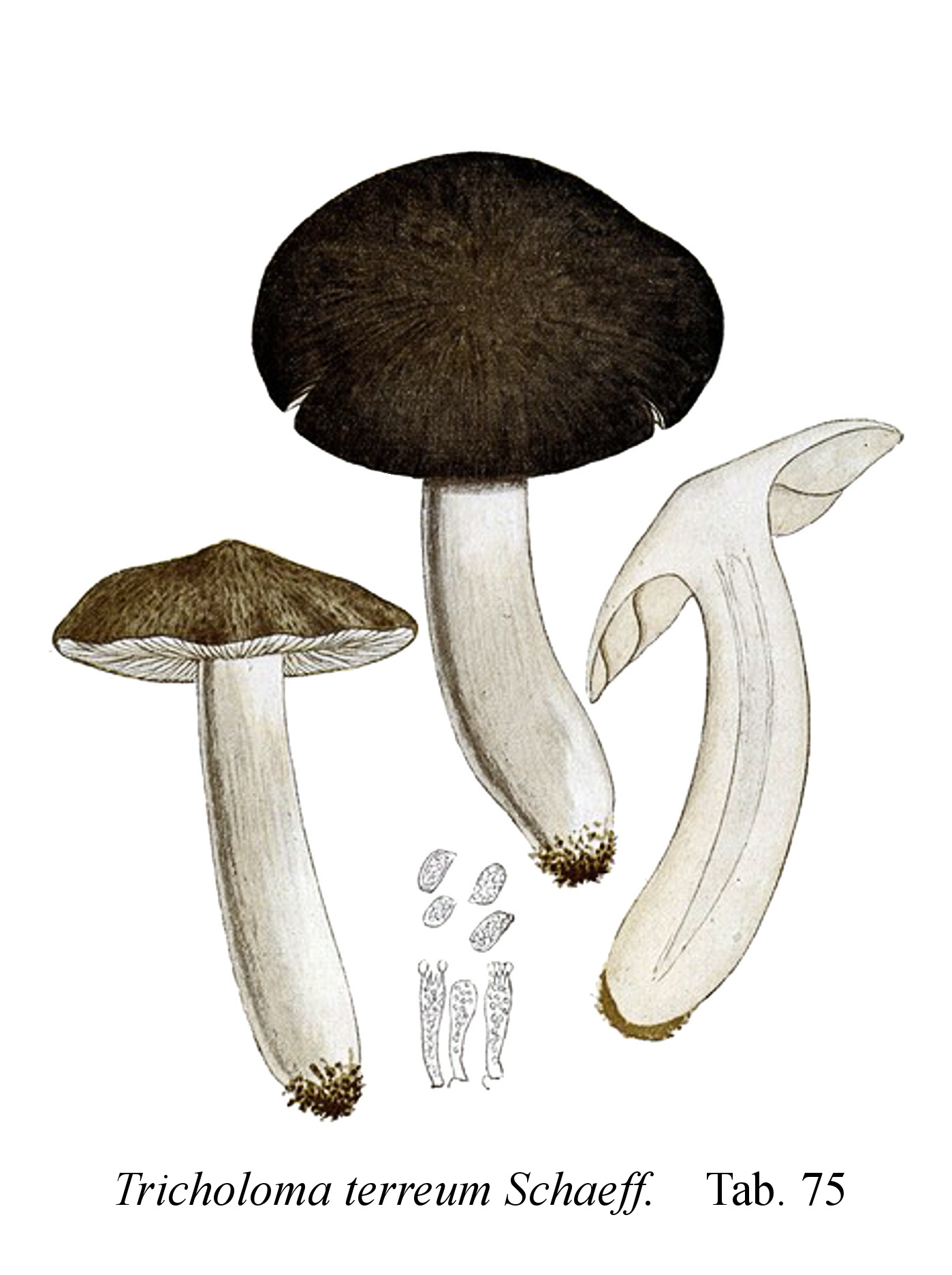
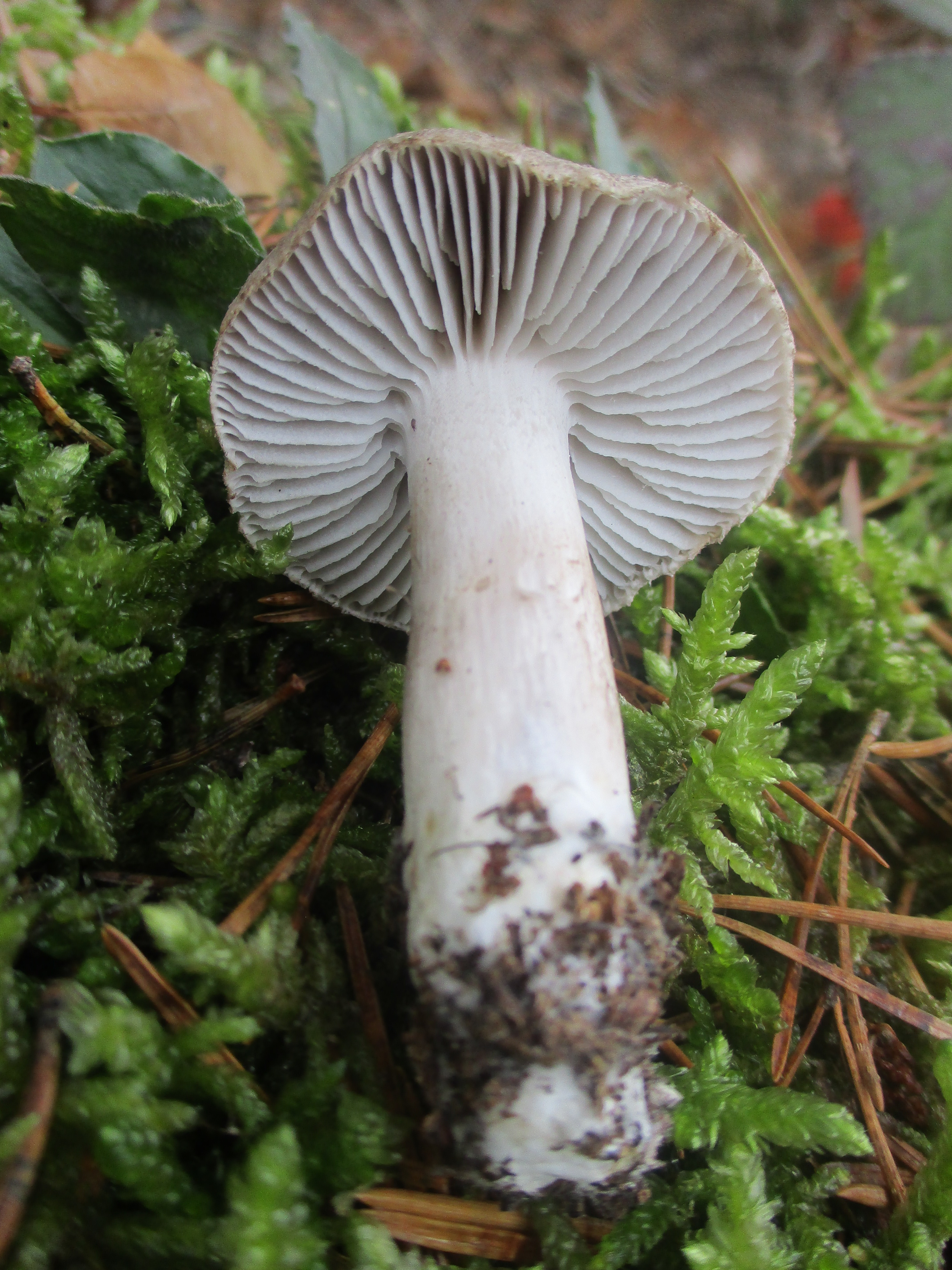
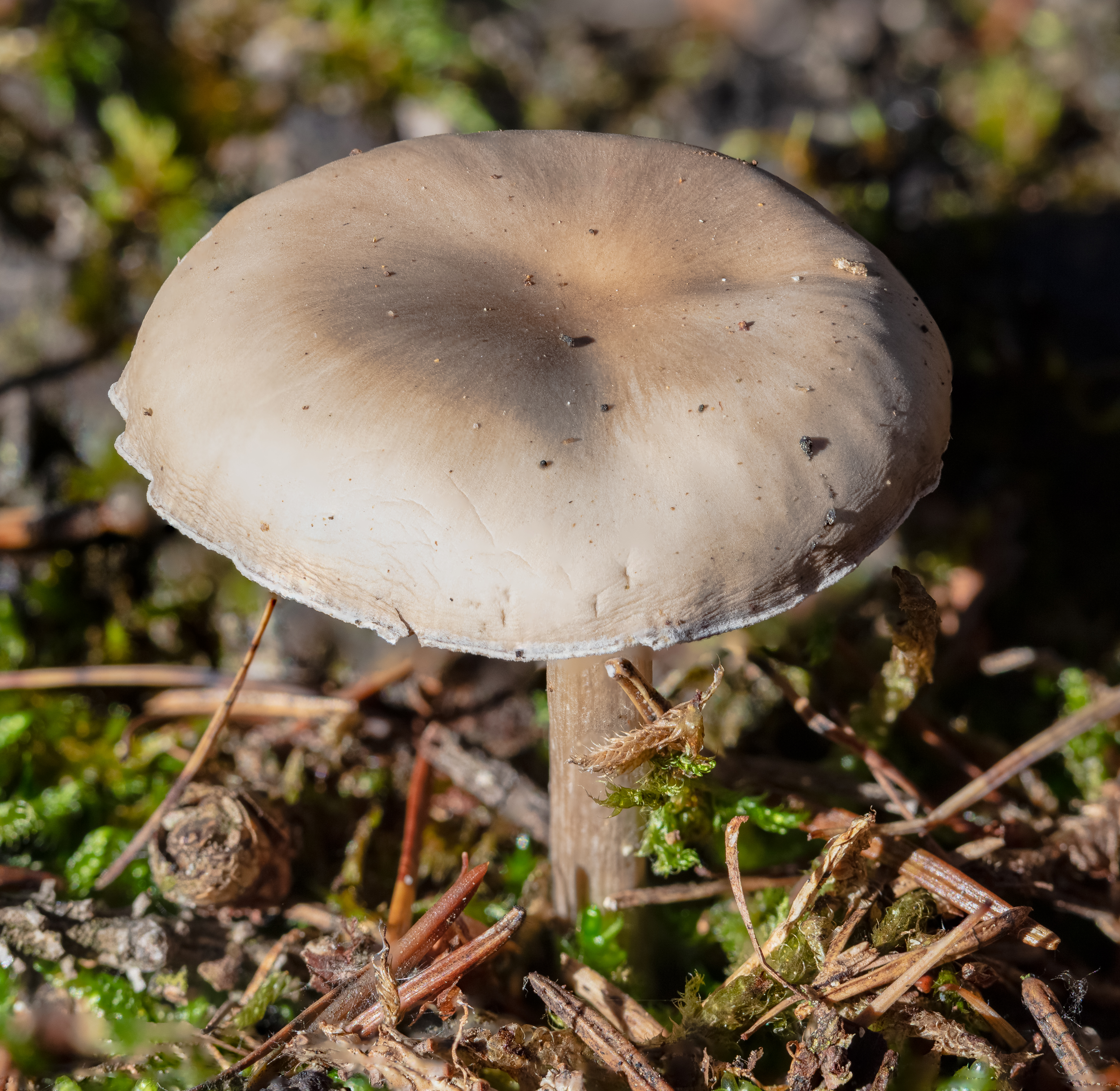
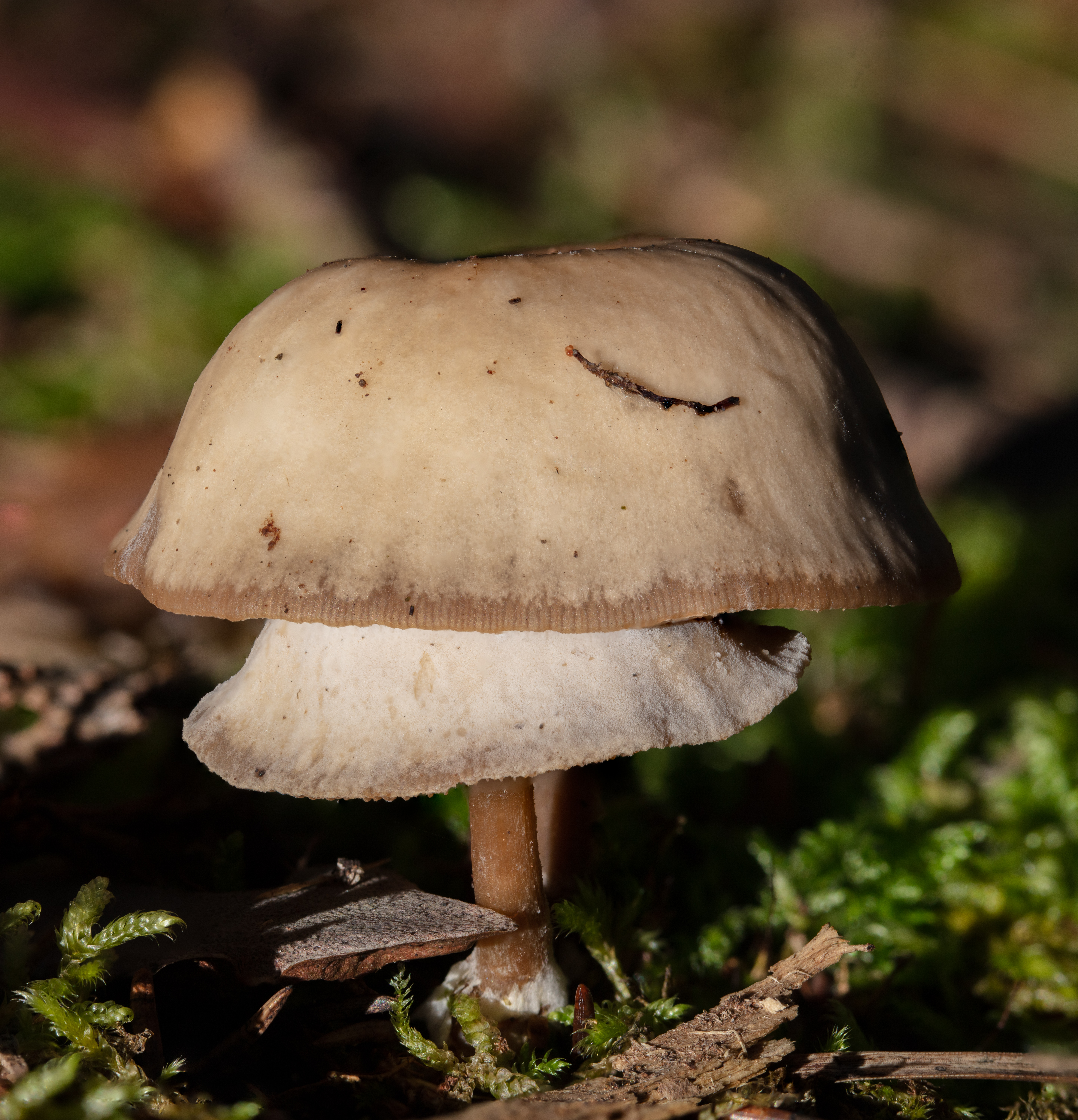

- Datos: Q27266
- Multimedia: Tricholoma terreum / Q27266